# Aeonieae
Aeonieae (Thiede ex Reveal, 2012), è una tribù di piante succulente appartenente alla famiglia delle Crassulaceae, inclusa nella sottofamiglia delle Sempervivoideae, diffusa in Macaronesia, Azzorre e Nordafrica.
Il nome del taxon deriva da quello del suo tipo nomenclaturale, ossia il genere Aeonium, nome che deriva a sua volta dal greco aionos: che vive sempre, eterno. 

## Tassonomia
All'interno della tribù delle Aeonieae sono inclusi i seguenti tre generi: 
- Aeonium Webb & Berthel.
- Aichryson Webb & Berthel.
- Monanthes Haw.